# Like Wind
Albums de Faye Wong
Faye Disc
(1994)
Like Wind, sorti en 1993, est le premier EP de Faye Wong.

## Liste des titres
1. Like Wind (如風)
2. Tempted Heart
3. Innately Not Made of Love
4. Seasonal Gale